# Drskovče
Drskovče so naselje v Občini Pivka.